# Royal Society for the Protection of Birds

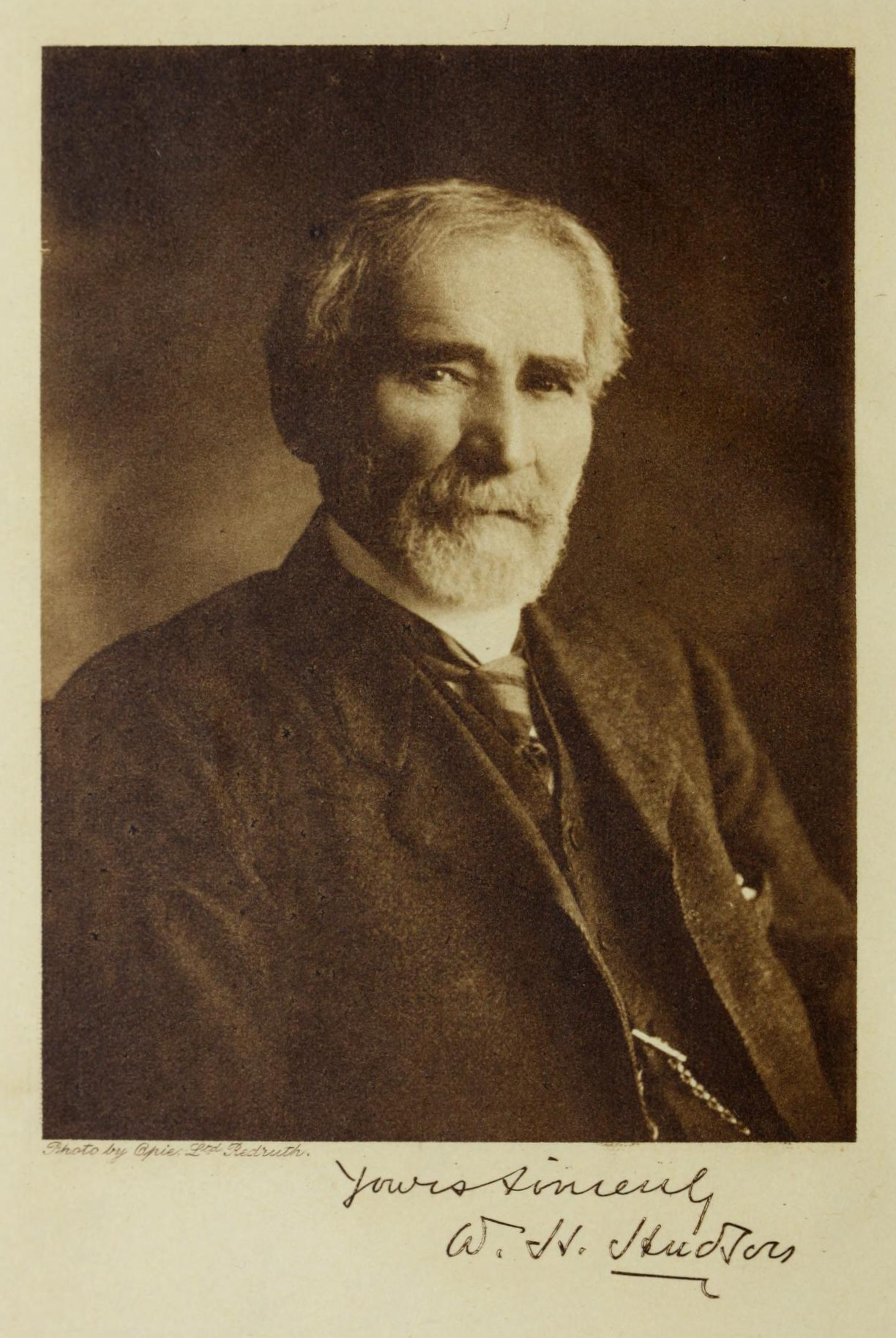
Hudson William Henry

La Real Sociedad para la Protección de las Aves (inglés: Royal Society for the Protection of Birds) es la mayor organización sin ánimo de lucro de Europa dedicada a la protección de la vida salvaje. Tiene más de un millón de miembros, lo que es más que los afiliados de los tres principales partidos políticos británicos. 

## Historia
Los orígenes de la RSPB se encuentran en dos grupos de mujeres, ambos formados en 1889:  
- La Plumage League fue fundada por Emily Williamson en su casa de Didsbury, Mánchester, como un grupo de protesta que hacía campaña contra el uso de pieles y plumas de somormujo lavanco y gaviotas tridáctilas en prendas de piel. La casa se encuentra ahora en el Jardín Botánico Fletcher Moss.[7]
- Gente de Piel, Aletas y Plumas (en inglés: Fur, Fin and Feather Folk) fue fundado en Croydon por Eliza Phillips, Etta Lemon, Catherine Hall, Hannah Poland y otros.

Los grupos ganaron popularidad y se fusionaron en 1891 para formar la Sociedad para la Protección de las Aves en Londres.[8] La Sociedad obtuvo su Carta Real en 1904.[9]
Los miembros originales del SPB eran todas mujeres[10] que lucharon contra la moda de la época de que las mujeres usaran plumas exóticas en los sombreros y el consiguiente fomento de la "caza de plumas". Con este fin, la Sociedad tenía dos reglas simples:[8] 
- Que los miembros desalienten la destrucción desenfrenada de las aves y se interesen en general en su protección.
- Que los Miembros femeninos se abstendrán de llevar plumas de cualquier ave que no sea sacrificada con fines alimentarios, con excepción únicamente del avestruz.

En el momento de la fundación, el comercio de plumaje para sombreros era muy grande: en el primer trimestre de 1884, se importaban a Gran Bretaña casi 7.000 pieles de aves del paraíso, junto con 400.000 aves de las Indias Occidentales y Brasil, y 360.000 aves del este de la India.[11]
En 1890, la sociedad publicó su primer folleto, titulado Destrucción de aves ornamentales con plumaje, [12] con el objetivo de salvar a la población de garcetas informando a las mujeres ricas del daño ambiental causado por el uso de plumas en la moda. Una publicación posterior de 1897, Comida para pájaros en invierno (en inglés: Bird Food in Winter), [13] tenía como objetivo abordar el uso de bayas como decoración de invierno y alentó el uso de bayas sintéticas para preservar la fuente de alimento de las aves. En 1897, el SPB distribuyó más de 16 000 cartas y 50 000 folletos y en 1898 tenía 20 000 miembros.[14]
La Sociedad atrajo el apoyo de algunas mujeres de alto nivel social que pertenecían a las clases sociales que popularizaron el uso de sombreros de plumas, incluida la duquesa de Portland (que se convirtió en la primera presidenta de la Sociedad) y Ranee de Sarawak. A medida que la organización comenzó a atraer el apoyo de muchas otras figuras influyentes, tanto masculinas como femeninas, como el ornitólogo profesor Alfred Newton, ganó popularidad y atrajo a muchos miembros nuevos. La sociedad recibió una Carta Real en 1904 [8] de Eduardo VII, solo 15 años después de su fundación, y fue fundamental para solicitar al Parlamento del Reino Unido que introdujera leyes que prohibieran el uso del plumaje en la ropa.[7]
En el momento en que se fundó la Sociedad en Gran Bretaña, también se fundaron sociedades similares en otros países europeos.[15][¿Cuáles?] En 1961, la sociedad adquirió The Lodge en Sandy, Bedfordshire, como su nueva sede.[7] El logotipo de la RSPB representa una avoceta. La primera versión fue diseñada por Robert Gillmor.[16]
Fue fundada en 1889 en Didsbury, Inglaterra (Reino Unido) cofundada por el naturista y escritor argentino Guillermo Enrique Hudson. Nació inicialmente para luchar contra el uso de plumas en las ropas de mujer. 
Su sede está en The Lodge, Bedfordshire, Inglaterra (Reino Unido).

## Actividades
Hoy en día, la RSPB trabaja tanto con el servicio civil como con el Gobierno para asesorar las políticas gubernamentales sobre conservación y ambientalismo.[17] Es una de varias organizaciones que determinan la lista oficial del estado de conservación de todas las aves que se encuentran en el Reino Unido.
La RSPB no administra hospitales de aves ni ofrece servicios de rescate de animales.[18]
De manera controvertida, la RSPB se asoció con el constructor de viviendas del Reino Unido Barratt Developments en 2014

### Reservas
La RSPB mantiene más de 200 reservas en todo el Reino Unido, que cubren una amplia gama de hábitats, desde estuarios y marismas hasta bosques y hábitats urbanos.[19] Las reservas a menudo tienen escondites de aves para los observadores de aves y muchas ofrecen centros de visitantes, que incluyen información sobre la vida silvestre que se puede ver allí.[20]

### Premios
La RSPB otorga premios, incluido el Premio del Presidente, a los voluntarios que hacen una contribución notable al trabajo de la sociedad.

### Medalla RSPB
Artículo principal: Medalla RSPB
Según la RSPB:
La Medalla RSPB es el premio más prestigioso de la Sociedad. Se entrega a una persona en reconocimiento a la protección de las aves silvestres y la conservación del paisaje. Por lo general, se otorga anualmente a una u ocasionalmente a dos personas.[21]

### Revistas
La RSPB ha publicado una revista exclusiva para miembros durante más de un siglo.

#### Bird Notes
Bird Notes and News (ISSN 0406-3392) se publicó por primera vez en abril de 1903.
El título cambió a Bird Notes en 1947. En la década de 1950, había cuatro copias por año (una para cada temporada, publicada el 1 de cada tercer mes, marzo, junio, septiembre y diciembre). Cada volumen cubría dos años, repartidos en tres años naturales. Por ejemplo, el volumen XXV (25), el número uno estaba fechado en invierno de 1951 y el número ocho en el mismo volumen estaba fechado en otoño de 1953.
Desde mediados de la década de 1950, muchas de las portadas fueron de Charles Tunnicliffe. Dos de los originales están prestados a largo plazo a la galería Tunnicliffe en Oriel Ynys Môn, pero en 1995 la RSPB vendió 114 en una subasta de Sotheby's, recaudando 210.000 libras esterlinas, siendo la más cara una imagen de una perdiz que se vendió por 6.440 libras esterlinas. [22]
A partir de enero de 1964 (vol. 31, no. 1), la publicación aumentó a seis por año (emitida en los meses impares, enero, marzo, etc., pero fechada "enero-febrero", "marzo-abril", etc.). Los volúmenes cubrieron nuevamente dos años, por lo que el vol. 30, que cubre 1962-1963, por lo tanto, incluyó nueve números, que terminaron con la edición "Invierno 1963-1964" en lugar de ocho. La edición final, vol. 31 núm. 12, fue publicado a finales de 1965.

#### Nature´s Home
En el invierno de 2013, Birds fue reemplazada por una nueva revista, Nature's Home. El editor fue Mark Ward. La revista tenía una circulación certificada por ABC de 600.885.[24]

#### La revista RSPB
Con el número de verano/otoño de 2022, la revista ha cambiado de título.

### Divisiones juveniles
La RSPB tiene dos grupos separados para niños y adolescentes: Wildlife Explorers (fundado en 1943 como Junior Bird Recorders' Club; de 1965 a 2000, Young Ornithologists' Club o YOC[7]) y RSPB Phoenix. Wildlife Explorers está dirigido a niños de entre 8 y 12 años, aunque también cuenta con algunos miembros más jóvenes[25] y tiene dos revistas diferentes: Wild Times para niños de 0 a 7 años y Wild Explorer para niños de 8 a 12 años. viejos RSPB Phoenix está dirigida a adolescentes y produce la revista Wingbeat, escrita principalmente por jóvenes para jóvenes.[26] La RSPB es miembro del Consejo Nacional de Servicios Juveniles Voluntarios.[27]

### Observación de aves en el gran jardín
RSPB organiza la recopilación de datos de registros de aves en días colectivos anuales de observación de aves en Gran Bretaña. RSPB afirma que este es el "mayor estudio de vida silvestre del mundo" y ayuda a la sociedad a obtener un mejor conocimiento sobre las tendencias de la población de aves en Gran Bretaña.[28] Esa actividad se puso en marcha en 1979 como una actividad para niños, aunque desde 2001 es una encuesta abierta también a adultos. En 2011 participaron más de 600.000 personas, de las cuales sólo el 37% eran miembros de la RSPB. La fecha habitual de esta actividad colectiva de observación de aves es el último fin de semana de enero. Desde el comienzo de esta encuesta anual, los registros de gorriones muestran una disminución del 60 %, mientras que las poblaciones de estorninos se redujeron en aproximadamente un 80 % entre 1979 y 2012.[28]
En 2022, casi 700 000 personas participaron en Big Garden Birdwatch, contando más de 11 000 millones de aves.[29]

### Rastreo de aves
BirdTrack es un sitio web de ciencia ciudadana en línea, operado por British Trust for Ornithology (BTO) en nombre de una asociación de BTO, RSPB, BirdWatch Ireland, Scottish Ornithologists' Club y Welsh Ornithological Society (en galés: Cymdeithas Adaryddol Cymru) .[30][31]

## Finanzas
La RSPB está financiada principalmente por sus miembros; en 2006, más del 50% de los 88 millones de libras esterlinas de ingresos de la sociedad provinieron de suscripciones, donaciones y legados, por un valor total de 53 669 millones de libras esterlinas.[1] Como organización benéfica registrada, la organización tiene derecho a recibir ayuda por valor de 0,28 libras esterlinas adicionales por cada libra esterlina donada por los contribuyentes del impuesto sobre la renta.[32] La mayor parte de los ingresos (63,757 millones de libras esterlinas en 2006) se gasta en proyectos de conservación, mantenimiento de las reservas y en proyectos de educación, y el resto se destina a esfuerzos de recaudación de fondos y reducción del déficit de pensiones, por valor de 19,8 millones de libras esterlinas en 2006.

## Publicidad
Se informó en un artículo en The Daily Mail el 2 de noviembre de 2014 que las afirmaciones de que la organización benéfica "estaba gastando el 90 por ciento de sus ingresos en conservación" por parte de la Autoridad de Normas de Publicidad del Reino Unido eran incorrectas. El artículo afirmaba que la cifra real estaba más cerca del 26%. La Comisión de Caridad investigó los reclamos y se puso en contacto con la RSPB para que aclarara su declaración web. La RSPB cumplió, con la aclaración de que el 90% de sus ingresos netos (después de los gastos, no de los ingresos brutos recibidos) se gastó en conservación, y que las actividades de conservación eran diversas, no limitadas al gasto en sus propias reservas naturales. Esto fue aceptado por la Comisión de Caridad.[33]

## Presidentes
- Winifred Cavendish-Bentinck, Duchess of Portland 1891–1954
- Cyril Hurcomb
- Colonel Sir Tufton Beamish
- Derek Barber, Baron Barber of Tewkesbury
- Robert Dougall
- Max Nicholson 1980–1985
- Magnus Magnusson 1985–1990
- Sir Derek Barber 1990–1991
- Ian Prestt 1991–1994
- Julian Pettifer 1994–?
- Jonathan Dimbleby 2001–?
- Julian Pettifer 2004–2009
- Kate Humble 2009–2013
- Miranda Krestovnikoff 2013–(incumbent)

## Oficiales principales
Con el tiempo, los principales funcionarios de la organización han recibido diferentes títulos.[7][34]
- William Henry Hudson - Presidente del Comité 1894
- Sir Montagu Sharpe, KBE DL - Presidente del Comité 1895–1942 felipe marrón
- Peter Conder OBE - Secretario 1963. Director 1964–1975
- Ian Prestt CBE - Director general 1975–1991
- Barbara Young - Directora ejecutiva 1991–1998
- Sir Graham Wynne - Director ejecutivo 1998–2010 Mike Clarke - Director ejecutivo 2010–2019
- Beccy Speight - Directora ejecutiva 2019-[37]

## Organizaciones asociadas
La RSPB es miembro de Wildlife and Countryside Link.[38] La RSPB es el socio británico de BirdLife International[39] y gestiona el Proyecto de especies invasoras del Atlántico Sur en nombre de los gobiernos socios.
Véase también
Lista de organizaciones asociadas nacionales de Birdlife International
Sociedad Real para la Prevención de la Crueldad hacia los Animales
Fideicomiso Nacional para Lugares de Interés Histórico o Belleza Natural
Ley de vida silvestre en Inglaterra y Gales
Categoría:Reservas de la Real Sociedad para la Protección de las Aves